# Fúró utcai híd (Békés)
A Fúró utcai híd (más néven Városháza alatti híd) Békés városában található, a  Fúró utca végén.

## Története
Több mint 100 évvel ezelőtt a piac a városban a mostani Széchenyi téren volt, akkor még Piac térnek hívták. A Széchenyi tér jobb megközelítésének elősegítésére épült a mostani Fúró utca végénél egy faszerkezetű gyalogos híd az Élővíz-csatorna felett. A szerkezete teljes egészében fából készült és a mederben két helyen is alátámasztást igényelt. 
1960-ban a régi  elöregedett fahidat kézi erővel elbontották és a helyére egy a Csók hídhoz hasonló modern vasbeton szerkezetű híd épült. Nagyjából ekkortájt került át a piac a jelenlegi helyére a Piac térre és a híd nagyban elősegítette a Piac tér jobb megközelíthetőségét. Itt található a Marshall sétány és a híd túloldalán az orvosi rendelők, a Piac tér felőli oldalán a hídnak pedig a Városháza épülete található.